# Hermann Ende

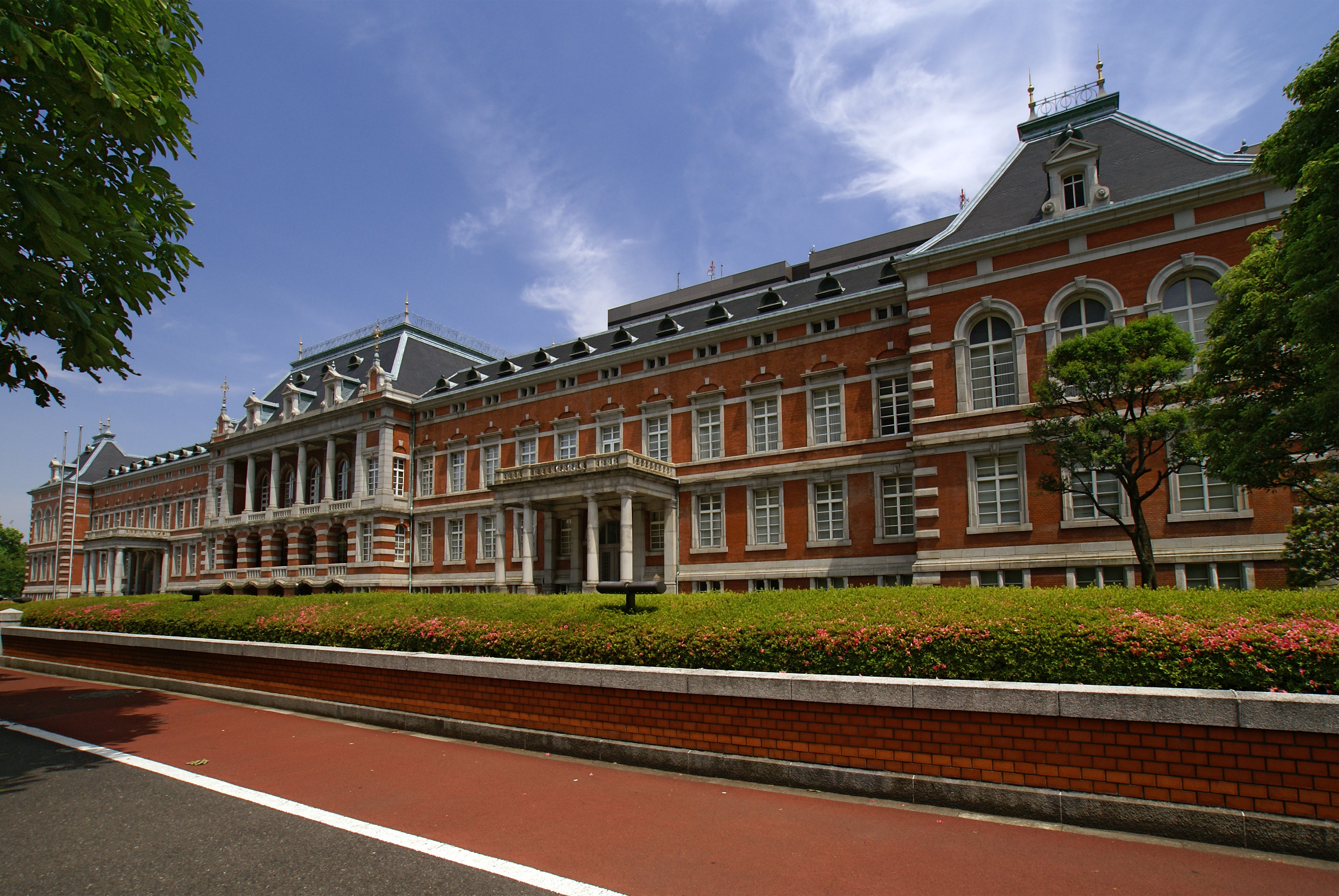
Gamla Justitiedepartementet i Tokyo.

Hermann Gustav Louis Ende, född 4 mars 1829 i Landsberg an der Warthe, död 10 augusti 1907 i Wannsee vid Berlin, var en tysk arkitekt.
Ende studerade vid Byggnadsakademien i Berlin, var sedan professor vid Tekniska högskolan till 1885 och föreståndare för en mästarateljé vid Hochschule für die bildende Künste till 1901.
Han hade en betydande andel i utvecklingen av Berlins moderna arkitektur. Tillsammans med Wilhelm Böckmann lämnade han ritningar till Museum für Völkerkunde, flera banker, privatbyggnader, framförallt villor. I Danzig byggde han synagogan, Landeshaus med mera. På uppdrag av japanska regeringen 1886 lämnade han dessutom ritningar till flera monumentala byggnader i Tokyo.